# Neto
Il fiume Neto è un fiume della Calabria, il secondo per lunghezza e portata di tutta la regione.

## Descrizione
Il Neto (o "Nìatu" in forma dialettale) è il secondo fiume più importante della Calabria dopo il Crati per lunghezza (80 km), superficie di bacino (1.073 km²) e portata media annua (oltre 11 m³/s  alla foce).

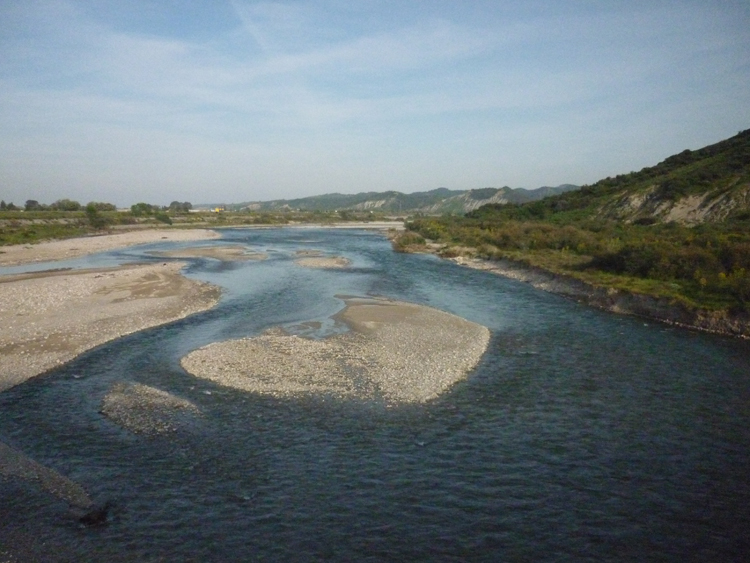
Il fiume Neto nei pressi di Santa Severina

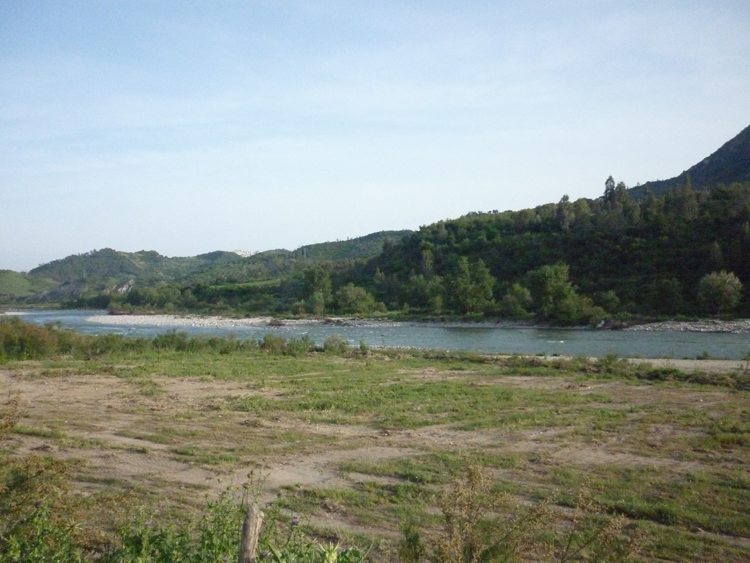
Il fiume Neto nei pressi di Belvedere Spinello

Nasce sulla Sila alle falde nord-orientali del monte Sorbello (1856 m s.l.m.), in provincia di Cosenza, nel comune di Casali del Manco, nelle immediate vicinanze di Botte Donato, la principale vetta dell'acrocoro silano, scorrendo profondamente incassato e ricevendo svariati affluenti che ne incrementano progressivamente la portata: da destra i fiumi Arvo e Ampollino, da sinistra il fiume Lese e nei pressi della foce, la fiumara Vitravo.
Costeggia il centro storico di San Giovanni in Fiore, di Rocca di Neto, e la frazione Corazzo di Scandale limitrofa a Rocca di Neto. Presso il paese di Cotronei il fiume entra in provincia di Crotone allargando notevolmente il proprio letto in un ampio conoide alluvionale e costeggiando per alcuni km un tratto della statale 107 per Crotone.
Superato il centro di Rocca di Neto il fiume rallenta la sua corsa, scorrendo con andamento meandriforme per poi sfociare nel Mar Ionio all'altezza di contrada "Fasana", nel territorio di Strongoli (KR); qui il fiume costituisce il confine amministrativo tra i Comune di Strongoli e di Crotone.

## Idrologia
Il Neto è il secondo fiume della Calabria per portata dopo il Crati con oltre 11 m³/s di media annua pur risentendo di regime tipicamente torrentizio con piene notevoli e talvolta imponenti nella stagione invernale (anche di 280 m³/s) e magre pesantissime in estate con valori che tuttavia difficilmente scendono sotto i 4 m³/s.
Le sue acque sono sfruttate intensivamente per l'irrigazione e la produzione di energia elettrica.

## Affluenti
Il Neto riceve molti affluenti, la maggior parte dei tali sono semplici fiumare a carattere torrentizio.
Le fiumare principali sono:
- Acqua di Pietra
- Aria di Milo
- Caprisia
- Cardoneto
- Cavaliere
- Coppo
- Framosetta
- Frappa
- Le Gorne
- Mellaro
- Mezza Latina
- Palombelli
- Rovalicchio
- Scarda
- "Valle di Righio"

I fiumi principali che affluiscono nel Neto sono:
- Ampollino
- Arvo
- Cufalo
- Garga
- Lenzano
- Lepre
- Lese
- Senapido
- Vitravo

## Elementi storici e letterari
Secondo il racconto riportato in Strabone VI, 1, 12, presso il fiume Νέαιθος sarebbe si sarebbero recati degli Achei di ritorno dalla guerra di Troia; vagando nei pressi del delta del fiume, esplorarono i luoghi, lasciando incustodite le proprie navi, che vennero incendiate dalle prigioniere troiane rimaste sole sulle navi e stanche del lungo e faticoso viaggio. Il nome in greco del fiume, significherebbe "navi incendiate" (ναῦς /náus/ cioè "nave" unito al verbo αἴθω /áithoo/  ovvero bruciare, quindi "navi bruciate"). Apollodoro (Apollod. Epit. 6.15c) individua nel fiume Neto il luogo in cui le sorelle, chiamate "Nauprestides", si ribellarono contro i loro padroni greci..  Rinvenimenti archeologici dell'età sembrano confernare tale racconto.
Ancora nei racconti degli achei di ritorno da Troia, Licofrone nell'Alexandra 919 e ss (IV sec. a.C.), pone presso la  foce del fiume Neto (εὐρὰξ ’Αλαίου Παταρέως ἀνακτόρων, Ναύαιθος ἔνθα πρὸς κλύδων' ἐρεύγεται) la tomba di Filottete, arrivato nel crotonese e poi morto in battaglia combattendo contro gli Ausoni Pelleni per difendere un gruppo di Rodii naufraghi.
Il fiume Neto è ricordato in Teocrito (Idillio IV, 17 e ss.): il "Neto (Νήαιθον) dove crescono tutte le erbe buone, grano di capra, còniza e cedrina dal buon odore".
Nella tarda età classica insediamenti (fattorie) sono segnalate nella piana vicino al corso del Neto in loc. Gangemi, di Fasana e di Serpito.
In età romana la viabilità romana interseca il Neto; nell’Itinerario Antonino, prima del guado è posta la statio di Meto, in territorio di Strongoli, a 32 miglia da Paternum (oggi Crucoli Torretta) e a 24 miglia dalla statio di Tacina. La posizione della statio di Meto non è nota, ma si ritiene prossima alla confluenza tra i fiumi Vitravo e Neto, sempre in territorio di Strongoli, non lontano dalla “Pietra del Tesauro”, forse come stazione di supporto all'attraversamento del fiume. La Pietra del Tesauro è un mausoleo funerario, uno dei pochi noti in Calabria, ben conservato da datarsi intorno alla prima metà del II sec. d.C..
Verso la fine del medioevo, lungo la strada avveniva costiera ionica presso la Scafa del Neto il traghettamento del fiume; qui era esatto il diritto fiscale di scafa oggetto di concessione feudale, che gravava sulle persone, sulle cose e sugli animali, che si servivano della scafa per passare il fiume da una riva all’altra. Le prime notizie sul diritto di Scafa sul fiume Neto riguardano una indagine regia eseguita il 14 giugno 1467.